# Музичка академија Универзитета Црне Горе
Музичка академија Универзитета Црне Гор је једна од образовних институција Универзитета Црне Горе. Академија се налази на Цетињу, у згради некадашње британске амбасаде у Црној Гори.

## Историја
Музичка академија је основана 1980. године у склопу Универзитета „Вељко Влаховић“ (данашњи Универзитет Црне Горе). Академија је била смјештена у Подгорици до 1996. године, када је пресељена у зграду бивше Амбасаде Уједињеног Краљевства на Цетињу.
У новембру 2006. године Академија је постала пуноправни члан Европске асоцијације конзерваторијума (AEC).

## Организација
Основне, као и постдипломске специјалистичке и мастер студије изводе се на следећих осам студијских група:
- Компоновање
- Дириговањее
- Општа музичка педагогија
- Клавир
- Гудачки инструменти
  - Виолина
  - Виола
  - Виолончело
  - Контрабас
- Дувачки инструменти
  - Флута
  - Кларинет
  - Труба
  - Рог
  - Тромбон
  - Обоа
- Гитара
- Хармоника